# Маеда Рьоїті
Маеда Рьоїті (яп. 前田遼一, нар. 9 жовтня 1981, Кобе) — японський футболіст, нападник клубу «Джубіло Івата».
Насамперед відомий виступами за клуб «Джубіло Івата», а також національну збірну Японії.
Чемпіон Японії.

## Клубна кар'єра
Народився 9 жовтня 1981 року в місті Кобе. Вихованець футбольної школи клубу Gyosei Gakuen.
У дорослому футболі дебютував 2000 року виступами за команду клубу «Джубіло Івата», кольори якої захищає й донині.

## Виступи за збірні
Протягом 2000–2004 років  залучався до складу молодіжної збірної Японії. На молодіжному рівні зіграв у 17 офіційних матчах, забив 5 голів.
У 2007 році дебютував в офіційних матчах у складі національної збірної Японії. Наразі провів у формі головної команди країни 31 матч, забивши 10 голів.
У складі збірної був учасником кубка Азії з футболу 2011 року у Катарі, здобувши того року титул переможця турніру, розіграшу Кубка конфедерацій 2013 року у Бразилії.

## Статистика
Статистика виступів у національній збірній.
| Збірна Японії | Збірна Японії | Збірна Японії |
| Роки          | Ігри          | голи          |
| ------------- | ------------- | ------------- |
| 2007          | 2             | 1             |
| 2008          | 1             | 1             |
| 2009          | 2             | 0             |
| 2010          | 2             | 0             |
| 2011          | 9             | 4             |
| 2012          | 8             | 4             |
| 2013          | 9             | 0             |
| Усього        | 33            | 10            |

## Титули і досягнення

### Командні
- Чемпіон Японії (1):

«Джубіло Івата»:  2002
- Володар Суперкубка Японії (1):

«Джубіло Івата»: 2003
- Володар Кубка Джей-ліги (1):

«Джубіло Івата»: 2010
Збірні
- Володар Кубка Азії: 2011
- Срібний призер Азійських ігор: 2002

### Особисті
- Найкращий бомбардир Джей-ліги: 2009, 2010
- Найкращий молодий гравець Азії: 2000
- Найкращий гравець чемпіонату Японії: 2009, 2010